# Rainer Schomann
Rainer Schomann (* 28. Juni 1958 in Oldenburg (Oldenburg)) ist ein deutscher Denkmalpfleger mit Schwerpunkt auf Gartendenkmalpflege.

## Ausbildung und Wirken
Nach der Absolvierung einer Ausbildung zum Gärtner im Ammerland folgte für Schomann von 1980 an das Studium der Landespflege an der Universität Hannover, das er 1987 als Diplom-Ingenieur abschloss. 1988–1991 arbeitete bei der Berliner Senatsverwaltung für Stadtentwicklung, Bauen und Wohnen, die auch die Denkmalverwaltung umfasst. Dabei entstanden zu Baudenkmalen in den Ortsteilen Reinickendorf und Grunewald erste Publikationen. Seit 1991 war er beim Niedersächsischen Landesverwaltungsamt – Institut für Denkmalpflege (seit 1998 Niedersächsischen Landesamt für Denkmalpflege, NLD) als Gartendenkmalpfleger beschäftigt, wobei dieses Spezialgebiet von ihm in der niedersächsischen Denkmalverwaltung erstmals aufgebaut wurde. Über drei Jahrzehnte erforschte und betreute Schomann den niedersächsischen Gartendenkmalbestand mit seinen Parks, großen Gärten, Friedhöfe, Alleen usw. Er beschäftigte sich auch mit dem gartendenkmalpflegerischen Erbe des Nationalsozialismus.
Innerhalb des Niedersächsischen Landesamtes für Denkmalpflege war Schomann seit 2011 unter Reiner Zittlau stellvertretender Leiter der Abteilung Bau- und Kunstdenkmalpflege und zuletzt bis zu seinem Ruhestand Mitte 2023 Leiter der Inventarisation und Spezialgebiete (Verzeichnisführung, Industriedenkmalpflege, städtebauliche Denkmalpflege, Gartendenkmalpflege), die 2022 von einem Referat zu einer Abteilung geformt wurden. Sein Nachfolger als Abteilungsleiter im NLD wurde Ulrich Knufinke.
Ab 1997 erhielt Schomann Lehraufträge von der Universität Hannover und von der Universität Paderborn zum Thema der Gartendenkmalpflege. 2017 promovierte Schomann an der Leibniz Universität Hannover bei Joachim Wolschke-Bulmahn und Carl-Hans Hauptmeyer zum Dr.-Ing. mit der komulativen Dissertation Gartendenkmalpflege in Niedersachsen – zwischen theoretischem Anspruch und möglicher Umsetzung.
Seit 2023 ist Rainer Schomann Vorsitzender der Fachgruppe Denkmalpflege im Niedersächsischen Heimatbund.

## Publikationen (Auswahl)
- (mit Jürgen Tomisch) Denkmaltopographie Bundesrepublik Deutschland, Baudenkmale in Berlin, Bezirk Reinickendorf : Ortsteil Reinickendorf, Nicolaische Verlagsbuchhandlung, Berlin 1988, ISBN 978-3-87584-271-5.
- (mit Werner Hildebrandt und Hagen Eyink) Denkmaltopographie Bundesrepublik Deutschland, Baudenkmale in Berlin, Bezirk Willmersdorf : Ortsteil Grunewald, Nicilai, Berlin 1994, ISBN 978-3-87584-342-2.
- (mit Tilmann Gottesleben und Petra Widmer) Historische Alleen zwischen Ems und Elbe. Hannover 1996.
- Barocke Gärten. Gartendenkmalpflegerischer Umgang mit zerstörten Bereichen, Hannover 1998.
- (Hrsg. mit Urs Boeck) Historische Gärten in Niedersachsen : Katalog zur Landesausstellung, Heimatbund Niedersachsen, Hannover 2000, 2. korrigierte Auflage 2002.
- Der Rasteder Schlosspark als Kulturdenkmal. In: Christiane Segers-Glocke (Hrsg.), Rainer Schomann, Marit Strobel (Redaktion): Schlosspark Rastede. Kulturdenkmal landschaftlicher Gartenkunst. Dokumentation der Fachtagung am 24. März 2001. Hannover 2001, S. 51–60.
- (Hrsg. mit Michael Rohde) Historische Gärten heute. Zum 80. Geburtstag von Prof. Dr. Dieter Hennebo, Ed. Leipzig, Leipzig 2003, 2., durchges. Auflauge 2004, ISBN 978-3-361-00567-9.
- (mit Oliver Fok) Künstlergärten und denkmalpflegerischer Umgang. Freundeskreis Kunststätte Bossard, Jesteburg 2005, ISBN 3-938594-01-2.
- Freilichtbühnen, Thing- und Weihestätten in Niedersachsen als denkmalpflegerisches. In: Unter der GrasNarbe. Freiraumgestaltungen in Niedersachsen während der NS-Diktatur als denkmalpflegerisches Thema. Hrsg.  Rainer Schomann, Michael Heinrich Schormann, Joachim Wolschke-Bulmahn, Stefan Winghart. Michael Imhof Verlag, Petersberg 2015, ISBN 3-7319-0279-6, S. 154–165 (Digitalisat auf digi.ub.uni-heidelberg.de, abgerufen am 18. August 2023).
- Gartendenkmalpflege in Niedersachsen – zwischen theoretischem Anspruch und möglicher Umsetzung, Dissertation Hannover 2018 (Digitalisat auf repo.uni-hannover.de, abgerufen am 18. August 2023). – Enthält 30 Aufsätze des Verfassers aus der Zeit von 1994 bis 2015 zu Fragen praktischer sowie theoretischer Gartendenkmalpflege in Niedersachsen.